# Cabuyao
Cabuyao – miasto na Filipinach w regionie CALABARZON, na wyspie Luzon.
W 2010 roku liczyło 248 436 mieszkańców.